# Менги, Теден
Теден Мамбуене Менги (англ. Teden Mambuene Mengi; родился 30 апреля 2002, Манчестер) — английский футболист, центральный защитник клуба «Лутон Таун».

## Клубная карьера
Уроженец Манчестера, Менги является воспитанником футбольной академии «Манчестер Юнайтед». 28 ноября 2019 года был включён в заявку «Манчестер Юнайтед» на матч группового этапа Лиги Европы против «Астаны», проведя всю игру на скамейке запасных. 5 августа 2020 года дебютировал в основном составе «Манчестер Юнайтед» в ответном матче 1/8 финала Лиги Европы против австрийского клуба ЛАСК.
1 февраля 2021 года отправился в аренду в клуб Чемпионшипа «Дерби Каунти» до конца сезона 2020/21.
4 января 2022 года отправился в аренду в клуб Чемпионшипа «Бирмингем Сити» до конца сезона 2021/22.
31 августа 2023 года перешёл в «Лутон Таун». 25 ноября 2023 года забил первый в своей профессиональной карьере гол в матче Премьер-лиги против «Кристал Пэлас».

## Карьера в сборной
Выступал за сборные Англии до 15, до 16, до 17 и до 18, до 20 лет и до 21 года.
В 2019 году в составе сборной Англии до 17 лет сыграл на юношеском чемпионате Европы, который прошёл в Ирландии.